# 高娅媛
高娅媛（1982年10月2日—），中国内地歌手，2006年参加东方卫视我型我秀比赛，获得全国第4名。赛后签约上腾娱乐正式出道。2007年3月17日发行自传《媛来是你》及单曲《原来是你》。2008年11月11日发行首张个人专辑《分手日记》。
2021年2月2日凌晨2时30分，高娅媛与武某共同在一朋友家中饮酒，后由高娅媛驾驶机动车回到小区，随后酒醉昏睡车内。经检测，高娅媛血液中酒精含量达到1.93mg/ml。因涉嫌危险驾驶罪，高娅媛被依法采取刑事强制措施。